# Чемпионат мира по биатлону 1984
1-й чемпионат мира по биатлону среди женщин прошёл во Франции, в Шамони в 1984 году. В 1984 году среди мужчин чемпионат мира не проводился, в связи с Зимними Олимпийскими играми в Сараево.

## Женщины

### Спринт 5 км
| Место | Страна   | Спортсмен         | Время   | Стр. |
| ----- | -------- | ----------------- | ------- | ---- |
| 1     | СССР     | Венера Чернышова  | 23:00.1 | 1+2  |
| 2     | Норвегия | Санна Грёнлид     | + 34.9  | 0+1  |
| 3     | Австрия  | Андреа Гроссеггер | + 39.4  | 0+2  |

### Индивидуальная гонка на 10 км
| Место | Страна | Спортсмен          | Время   | Стр.  |
| ----- | ------ | ------------------ | ------- | ----- |
| 1     | СССР   | Венера Чернышова   | 44:21.0 | 2+2+0 |
| 2     | СССР   | Людмила Заболотняя | + 9.9   | 0+2+1 |
| 3     | СССР   | Татьяна Брылина    | + 29.0  | 2+1+1 |

### Эстафета 3 Х 5 км
| Место | Страна   | Спортсмен                                      | Время | Стр. |
| ----- | -------- | ---------------------------------------------- | ----- | ---- |
| 1     | СССР     | Венера Чернышова Людмила Заболотняя Кайя Парве | ...   | ...  |
| 2     | Норвегия | Санна Грёнлид Грю Эствик Сив Бротен            | ...   | ...  |
| 3     | США      | Холли Бити Джули Ньюмен Кари Свенсон           | ...   | ...  |

## Зачет медалей
| Место | Страна   | Золото | Серебро | Бронза | Итого |
| ----- | -------- | ------ | ------- | ------ | ----- |
| 1     | СССР     | 3      | 1       | 1      | 5     |
| 2     | Норвегия | 0      | 2       | 0      | 2     |
| 3     | Австрия  | 0      | 0       | 1      | 1     |
|       | США      | 0      | 0       | 1      | 1     |